# Ozryk (postać)
Ozryk – postać fikcyjna, bohater sztuki William Szekspira „Hamlet”, następca Poloniusza.
Najbardziej obłudna postać sztuki. Konformista, który przyjmuje poglądy każdego wyżej postawionego od siebie. Donosi Hamletowi o zakładzie Klaudiusza z Laertesem, w którym to brat Ofelli uważa, że pokona księcia w pojedynku.